# Cicha noc, śmierci noc
Cicha noc, śmierci noc (tytuł oryg. Silent Night, Deadly Night) – amerykański film fabularny (horror z podgatunku slasher) z 1984 roku, w poszczególnych kręgach uznawany za kultowy.
Tytuł filmu nawiązuje do jednej z najbardziej znanych kolęd świata.

## Obsada
- Lilyan Chauvin jako Matka Przełożona
- Gilmer McCormick jako siostra Margaret
- Toni Nero jako Pamela
- Robert Brian Wilson jako Billy Chapman w wieku lat 18.
- Charles Dierkop jako Mikołaj-morderca
- Linnea Quigley jako Denise
- Randy Stumpf jako Andy
- Britt Leach jako Ira Sims
- Tara Buckman jako Ellie Chapman
- Will Hare jako dziadek Chapman
- Leo Geter jako Tommy
- Geoff Hansen (w czołówce jako Jeff Hansen) jako Jim Chapman
- Eric Hart jako Mr. Levitt
- A. Madeline Smith jako siostra Ellen
- Danny Wagner jako Billy Chapman w wieku lat 8.

## Kontrowersje
Cicha noc, śmierci noc do dziś uznawana jest za jeden z najbardziej kontrowersyjnych filmów lat osiemdziesiątych; wszystko za sprawą antybohatera – psychopatycznego mordercy, który zbrodni dopuszcza się przebrany za Świętego Mikołaja. Amerykańskie Stowarzyszenie Rodziców i Nauczycieli (ang. Parent-Teacher Association [PTA]) uznało film za wypaczający i w związku z datą jego premiery (9 listopada) wszczęło zaciętą walkę, usiłując opóźnić lub uniemożliwić jego debiut na ekranach kin (podobnie zresztą jak w przypadku starszego o cztery lata slashera o podobnej tematyce, Christmas Evil).
Gdy film ujrzał światło dzienne, zaszokował opinię publiczną. Spotkał się ze skrajnie negatywną oceną powszechnie uznanych krytyków filmowych, Gene’a Siskela i Rogera Eberta; Leonard Maltin, który także potępiał film, w swojej recenzji przyznał mu niepochlebną ocenę w postaci zera gwiazdek, a także zwrócił się do pomysłodawców z pytaniem: „Co będzie następne – zając wielkanocny jako zboczeniec seksualny?”. Na dystrybutorach zostało wymuszone zdjęcie filmu z kinowych ekranów. Reedycją horroru zajęli się już niezależni dystrybutorzy.
De facto film uznawany jest za jeden z najpopularniejszych slasherów.

## Kontynuacje
W latach 1987–1991 powstały cztery sequele:
- Cicha noc, śmierci noc II (1987)
- Cicha noc, śmierci noc III: Przygotuj się na najgorsze (1989)
- Cicha noc, śmierci noc IV: Inicjacja (1990)
- Cicha noc, śmierci noc V: Mordercze zabawki (1991)

W styczniu 2007 roku wytwórnia Screen Gems zapowiedziała chęć wydania remake’u filmu. Alexandre Aja, współczesny twórca horrorów, miałby wyreżyserować film, a także wyprodukować go i napisać do niego scenariusz wraz ze swoim partnerem Grégorym Levasseurem. Premierę początkowo planowano na rok 2008.

## Slogany reklamowe
- On wie, kiedy byłeś niegrzeczny.
  - (ang.) He Knows When You’ve Been Naughty.
- On marzy o czerwonych świętach...
  - (ang.) He’s Dreaming of a Red Christmas... (aluzja do utworu Irvinga Berlina „White Christmas” [cyt. I’m dreaming of a white christmas])
- Szokujący... Niepokojący... film, którego próbowali zakazać.
  - (ang.) Shocking... Disturbing... the Movie They Tried to Ban.
- Jeśli „Koszmar z ulicy Wiązów” dał ci nieprzespane noce, albo „Halloween” spowodował, że podskakiwałeś na widok każdego cienia, albo „Piątek, trzynastego” był jeszcze bardziej przerażający od pozostałych... STRZEŻ SIĘ!
  - (ang.) If „A Nightmare On Elm Street” gave you sleepless nights, or if „Halloween” made you jump in every shadow, or if „Friday the 13th” was more frightening than others... THEN BEWARE!